# Phyllanthus elegans
Phyllanthus elegans là một loài thực vật có hoa trong họ Diệp hạ châu. Loài này được Wall. ex Müll.Arg. miêu tả khoa học đầu tiên năm 1863.